# Christoph Kaps

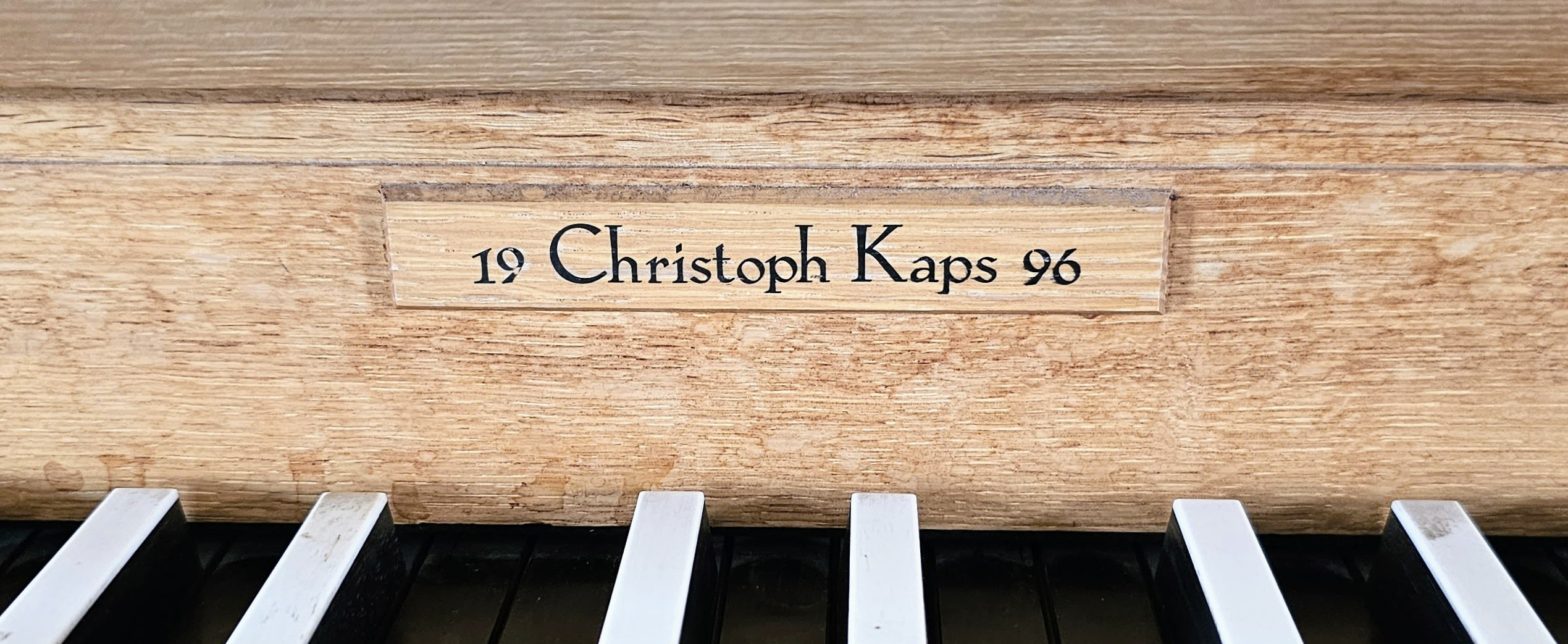
Erbauerschild in Kirchroth

Christoph Kaps (* 7. Oktober 1959 in München) ist ein deutscher Orgelbaumeister. Seine Werkstatt befindet sich im Gewerbegebiet von Eichenau.

## Leben
Kaps erhielt seit 1970 Klavier- und seit 1973 Orgelunterricht. Seit 1975 ist er Organist in Altlochham. Von 1976 bis 1979 ließ er sich in München bei Guido Nenninger und in Ludwigsburg zum Orgel- und Harmoniumbauer ausbilden. Als Geselle war er ab 1980 weiter bei Nenninger in München und auch in Regensburg tätig. Nach Abschluss der Meisterprüfung 1985 erfolgte im Jahr 1986 die Firmengründung. 2002 verlegte die Firma den Standort nach Gilching und 2007 nach Eichenau.
Christoph Kaps baut ein- bis dreimanualige Orgeln mit mechanischen Schleifladen. Daneben führt er auch Restaurierungen historischer Instrumente durch.
2013 erfolgte die Umfirmierung zur Christoph und Matthias Kaps GbR.

## Werkliste (Auswahl)
Bis 2011 baute er insgesamt 24 neue Orgeln, darunter etliche Truhenorgeln.
| Jahr | Ort                                 | Gebäude                             | Bild | Manuale | Register | Bemerkungen                                                                                   |
| ---- | ----------------------------------- | ----------------------------------- | ---- | ------- | -------- | --------------------------------------------------------------------------------------------- |
| 1986 | Krailling                           | Caritas Altenheim                   |      | II/P    | 9        | Neubau; Meisterstück                                                                          |
| 1988 | Öberau (Straubing)                  |                                     |      | I/P     | 4        | Restaurierung der Orgel von Anton Ehrlich (1875)                                              |
| 1988 | Straubing                           | Wallfahrtskirche Frauenbrünnl       |      | I/P     | 4        | Restaurierung der Orgel                                                                       |
| 1990 | Freising                            | Camerloher-Gymnasium                |      | III/P   | 10       | Neubau, mit Koppelmanual → Orgel                                                              |
| 1992 | Neuried (bei München)               | St. Nikolaus                        |      | II/P    | 14       | Neubau → Orgel                                                                                |
| 1993 | Straubing                           | Elisabethkrankenhaus                |      | I/P     | 8        |                                                                                               |
| 1993 | München-Giesing                     | Heilig Kreuz                        |      | I       | 4        | Truhenorgel                                                                                   |
| 1995 | Kirchroth                           | St. Vitus                           |      | II/P    | 20       | Neubau hinter hist. Gehäuse unter Einbeziehung von 6 Registern aus der Vorgängerorgel → Orgel |
| 1996 | Erding                              | Wallfahrtskirche Heilig Blut        |      | II/P    | 16       | Neubau hinter hist. Gehäuse unter Einbeziehung eines Registers von F.B. Maerz (1907)          |
| 1998 | München-Obermenzing                 | Leiden Christi                      |      | II/P    | 15       | Neubau der Chororgel                                                                          |
| 1998 | Lochham (Geisenhausen)              | Alte Pfarrkirche St. Johann Baptist |      | I/P     | 10       |                                                                                               |
| 1998 | München-Englschalking               | St. Nikolaus                        |      | I       | 4        |                                                                                               |
| 1999 | Münster (Steinach)                  | St. Tiburtius                       |      | II/P    | 14       | Restaurierung der Orgel von Ludwig Edenhofer (1908) hinter Prospekt aus 18. Jahrhundert       |
| 2001 | Dachau-Mitterndorf                  | St. Nikolaus und Maria              |      | II/P    | 12       | Neubau                                                                                        |
| 2002 | Gauting                             | Frauenkirche                        |      | II/P    | 13       | Neubau                                                                                        |
| 2003 | Eichenau                            | Friedenskirche                      |      | II/P    | 12       | Neubau                                                                                        |
| 2004 | Malching                            | St. Margareth                       |      | II/P    | 12       | Neubau → Orgel                                                                                |
| 2005 | Bad Reichenhall                     | Evangelische Stadtkirche            |      | I       | 3 1/2    | Truhenorgel                                                                                   |
| 2008 | Steinkirchen (Gde. Reichertshausen) | St. Anna                            |      | I/P     | 12       | Restaurierung der Orgel von Max Maerz (1862)                                                  |
| 2009 | Germering-Unterpfaffenhofen         | St. Jakob                           |      | II/P    | 18       | Neubau → Orgel                                                                                |
| 2011 | München-Moosach                     | Neu St. Martin                      |      | I       | 4        | Truhenorgel                                                                                   |
| 2011 | München-Fürstenried Ost             | St. Karl Borromäus                  |      | II/P    | 26       | Renovierung der Walcker-Orgel (1972)                                                          |
| 2012 | Waging am See (OT Mühlberg)         | Wallfahrtskirche Mariä Heimsuchung  |      | I/P     | 10       | Neubau im historischen Gehäuse → Orgel                                                        |
| 2015 | Dachau                              | Mariä Himmelfahrt                   |      | III/P   | 41       | Größte Orgel der Firma                                                                        |
| 2015 | Ellbach                             | St. Martin                          |      | I/P     | 8        |                                                                                               |
| 2016 | Krailling                           | St. Margaret                        |      | II/P    | 9        | Wechselschleifensystem                                                                        |
| 2019 | Koblenz                             | Hausorgel (Privat)                  |      | II/P    | 10       |                                                                                               |
| 2019 | Regensburg                          | Neuapostolische Kirche              |      | II/P    | 11       |                                                                                               |
| 2020 | München-Sendling                    | Neuapostolische Kirche              |      | II/P    | 10 (11)  |                                                                                               |